# Compañía Española de Penicilina y Antibióticos
La Compañía Española de Penicilina y Antibióticos (CEPA) fue una empresa farmacéutica española que existió entre 1949 y 1990.

## Historia
La compañía fue creada en octubre de 1949 por iniciativa del Banco Urquijo con el objetivo de producir penicilina en España a partir de patentes de firmas estadounidenses. La planta, que se ubicó en Aranjuez (Madrid), iniciaría su actividad en junio de 1951. CEPA llegó a desarrollar en colaboración con Merck un nuevo antibiótico, la fosfomicina, lanzado al mercado en 1968. La compañía fue adquirida en 1974 por el grupo Unión Explosivos Río Tinto (ERT), pasando a convertirse en una filial de este. En 1989 el grupo ERT se fusionó con la sociedad anónima Cros, dando lugar al holding Ercros. Al año siguiente CEPA se dividió en dos sociedades, «Cepa» y «Fermentaciones y Síntesis Españolas, S.A.» (Fyse), quedando esta última bajo el control de Ercros.